# Miroslav Verner

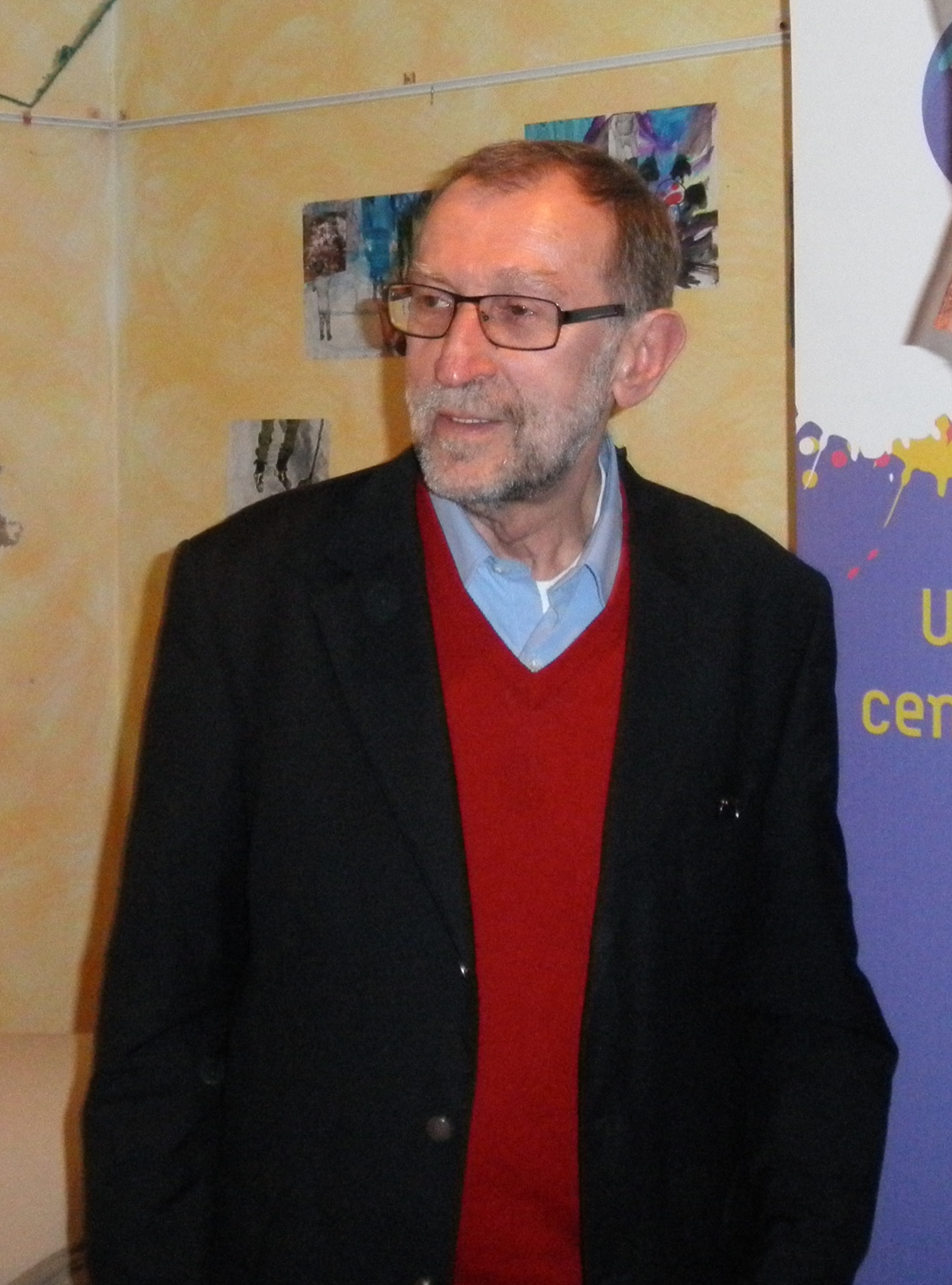
Miroslav Verner (2013)

Miroslav Verner (nace el 31 de octubre de 1941 en Brno) es un arqueólogo y egiptólogo checo, especializado en la historia del Imperio Antiguo de Egipto.
Verner fue director del Instituto Checoslovaco, después Instituto Checo de Egiptología, en la Facultad de Artes de la Universidad Charles en Praga, durante veinticinco años, y dirigió las excavaciones checas en Abusir.  También ha colaborado en las Universidades de Viena y Hamburgo, así como en la Universidad Carolina de Praga y la Universidad americana de El Cairo.
Verner se ha dedicado a trabajos arqueológicos desde 1964, y ha estado excavando en Abusir desde 1976. En 1998, en la tumba de Iufaa, un sacerdote egipcio, administrador de los palacios, cuya tumba fue descubierta inalterada por un equipo de arqueólogos del Instituto Checo de Egiptología, bajo la dirección de Verner.
En 2005, Verner fue el director del proyecto denominado "Investigación de la civilización del Antiguo Egipto". El proyecto se extiende de 2005 a 2011, y el objetivo es estudiar la evolución de la sociedad egipcia a lo largo de su historia.